# Filip Matczak
Filip Henryk Matczak (Zielona Góra, 18 settembre 1993) è un cestista polacco.

## Palmarès
- Campionato polacco: 3

Zielona Góra: 2012-13, 2016-17
W.M. Szczecin: 2022-2023